# Liergues
Liergues est une ancienne commune française située dans le département du Rhône, en région Auvergne-Rhône-Alpes. Elle a disparu depuis sa fusion, au 1er janvier 2017 avec la commune de Pouilly-le-Monial pour former la nouvelle commune de Porte des Pierres Dorées.

## Géographie

### Hydrographie
La commune est traversée du sud au nord par le Merloup (ou Merloux) qui prend sa source à Theizé et se jette dans le Morgon, affluent de la Saône (et donc sous-affluent du Rhône) à Gleizé.
De l'ouest, deux ruisseaux viennent se jeter dans le Merloup : le Vernayet et la rivière de Pouilly (ou Ombre). Ces deux ruisseaux (trois, même, puisque le Pouilly et l'Ombre se rejoignent en amont de Liergues, mais sont deux ruisseaux distincts au départ) prennent leurs sources à Jarnioux. Un troisième cours d'eau, la Galoche, passe également à l'ouest de la commune.
Enfin, Liergues est bordée au sud par le ruisseau d'Arnet et, au nord, par celui de Fonas.

## Histoire
Aucune trace d'occupation n'est attestée pendant la période romaine, tant au niveau archéologique que bibliographique. Toutefois, quelques monnaies romaines y ont été trouvées au XIXe siècle lors de travaux agricoles dans les vignes.
On donne de ce nom de Liergues une curieuse étymologie. Les habitants ne payaient que très difficilement la dîme aux moines de Cluny, leurs seigneurs, de là le nom de garde-liards, liards-garde.
En 2015, à l'occasion de la révision de la carte cantonale, Liergues quitte le canton d'Anse pour celui du Bois-d'Oingt.

## Politique et administration
| Période                                  | Période          | Identité          | Étiquette | Qualité                                                             |
| ---------------------------------------- | ---------------- | ----------------- | --------- | ------------------------------------------------------------------- |
| 1888                                     | 1906             | Pascal Carrier    | Rad.      | Conseiller général du canton d'Anse (1875-1906) décédé en fonctions |
|                                          |                  | Claude Thomas     | Rad.      | Conseiller général du canton d'Anse (1949-1960)                     |
| avant 2002                               | ?                | Jean-Paul Gasquet | RPR       | Chef d'entreprise Conseiller général du canton d'Anse (1992-1998)   |
|                                          | 2008             | René Tripoz       | SE        |                                                                     |
| 2008                                     | 2014             | René Bataillon    | SE        |                                                                     |
| 2014                                     | 31 décembre 2016 | Jean-Paul Gasquet | DVD       | Élu maire de la commune nouvelle de Porte des Pierres Dorées        |
| Les données manquantes sont à compléter. |                  |                   |           |                                                                     |

| Période                                  | Période  | Identité          | Étiquette | Qualité                                                      |
| ---------------------------------------- | -------- | ----------------- | --------- | ------------------------------------------------------------ |
| 2017                                     | 2020     | Jean-Paul Gasquet | DVD       | Élu maire de la commune nouvelle de Porte des Pierres Dorées |
| 2020                                     | En cours | Xavier Pineau     |           |                                                              |
| Les données manquantes sont à compléter. |          |                   |           |                                                              |

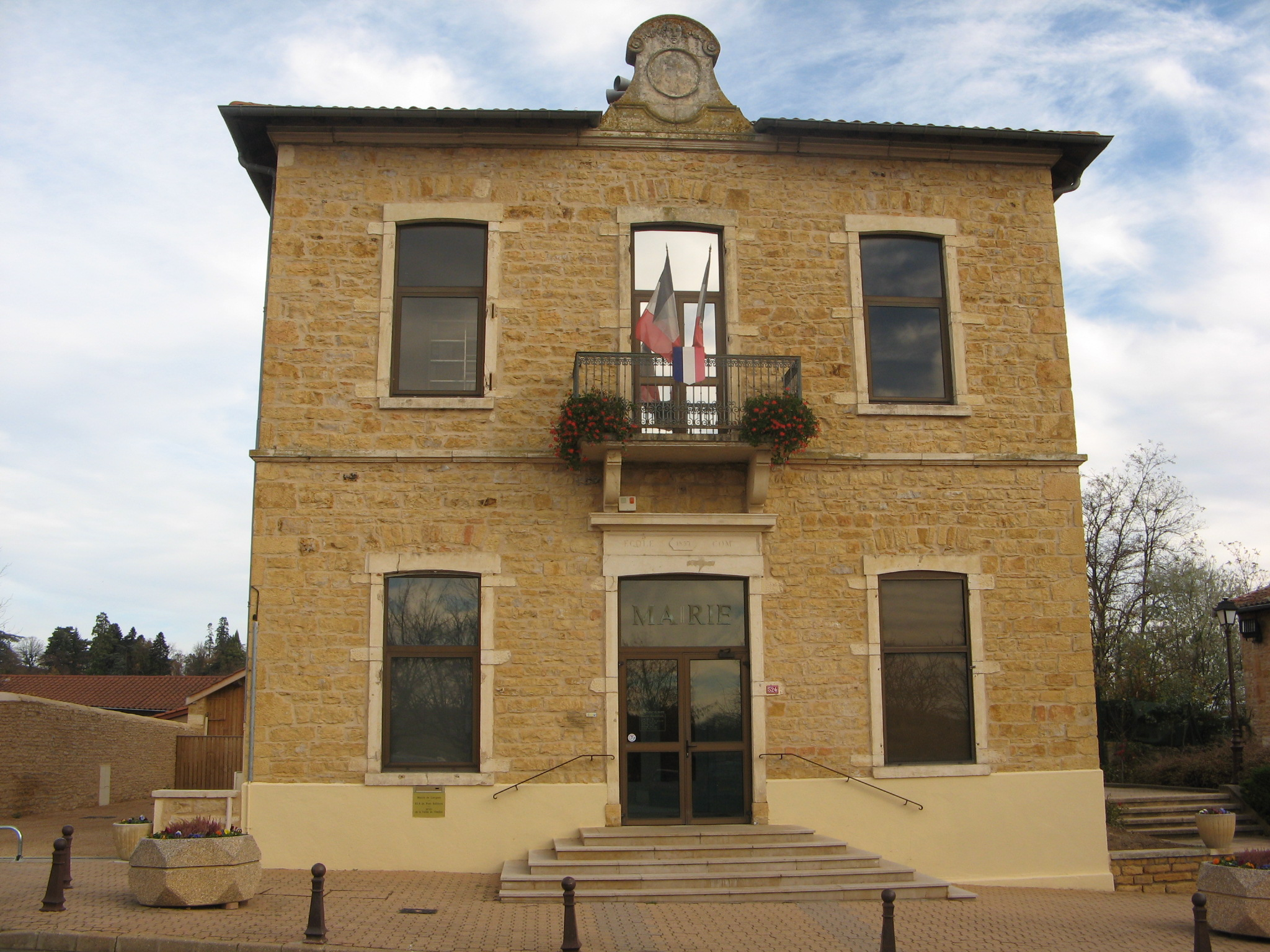
La mairie.

Avant de devenir commune déléguée de la commune nouvelle de Porte des Pierres Dorées qui est rattachée à la communauté de communes Beaujolais Pierres Dorées, Liergues appartenait à la communauté d'agglomération Villefranche Beaujolais Saône.

## Population et société

### Démographie
L'évolution du nombre d'habitants est connue à travers les recensements de la population effectués dans la commune depuis 1793. À partir du 1er janvier 2009, les populations légales des communes sont publiées annuellement dans le cadre d'un recensement qui repose désormais sur une collecte d'information annuelle, concernant successivement tous les territoires communaux au cours d'une période de cinq ans. 
Pour les communes de moins de 10 000 habitants, une enquête de recensement portant sur toute la population est réalisée tous les cinq ans, les populations légales des années intermédiaires étant quant à elles estimées par interpolation ou extrapolation. Pour la commune, le premier recensement exhaustif entrant dans le cadre du nouveau dispositif a été réalisé en 2004,.
En 2014, la commune comptait 1 973 habitants, en évolution de +8,41 % par rapport à 2009 (Rhône : +5,46 %, France hors Mayotte : +2,49 %).
| 1793 | 1800 | 1806 | 1821 | 1831 | 1836 | 1841 | 1846 | 1851 |
| ---- | ---- | ---- | ---- | ---- | ---- | ---- | ---- | ---- |
| 600  | 616  | 667  | 661  | 738  | 661  | 727  | 790  | 783  |

| 1856 | 1861 | 1866 | 1872 | 1876 | 1881 | 1886 | 1891 | 1896 |
| ---- | ---- | ---- | ---- | ---- | ---- | ---- | ---- | ---- |
| 728  | 729  | 817  | 845  | 851  | 764  | 738  | 696  | 726  |

| 1901 | 1906 | 1911 | 1921 | 1926 | 1931 | 1936 | 1946 | 1954 |
| ---- | ---- | ---- | ---- | ---- | ---- | ---- | ---- | ---- |
| 741  | 785  | 745  | 632  | 664  | 668  | 689  | 718  | 846  |

| 1962 | 1968 | 1975 | 1982 | 1990  | 1999  | 2004  | 2009  | 2014  |
| ---- | ---- | ---- | ---- | ----- | ----- | ----- | ----- | ----- |
| 811  | 820  | 864  | 954  | 1 189 | 1 392 | 1 477 | 1 820 | 1 973 |

### Enseignement
L'école Claude-François-Thomas comporte quatre classes de maternelle, et six classes de primaire.
Pour l'enseignement secondaire, la commune dépend du collège Maurice-Utrillo de Limas, puis des lycées Louis-Armand de Gleizé et Claude-Bernard de Villefranche-sur-Saône.

### Manifestations culturelles et festivités

#### Culture
Le village dispose d'une bibliothèque, d'une chorale et d'une troupe de théâtre : la compagnie Kiproko.

#### Festivités
Les conscrits défilent le dernier dimanche de février et organisent des manifestations tout le long de l'année : bals, brocantes, pétanques, etc.

### Santé
La commune dispose de trois médecins et d'un dentiste. Un projet de maison médicale est en cours d'étude.

### Sports
La commune dispose d'une équipe de football : l'Étoile sportive lierguoise (ESL) et deux stades : le terrain Pierre-Berger (pelouse naturelle) et le terrain synthétique du Château de l'Éclair.
Le parcours du Sentier de grande randonnée de pays Tour du Beaujolais des Pierres dorées passe par Liergue.
Il existe également un club de tennis et une société de boules.

## Culture locale et patrimoine

### Lieux et monuments
- L'église Saint-Éloi
- Le château de l'Éclair
- La cave coopérative[17] de 1929.
- Le tacot[18] : ancienne gare du Chemin de fer du Beaujolais de la ligne Tarare – Villefranche-sur-Saône
- Le lavoir[19] de la fin du XIXe siècle.
- Une cressonnière.

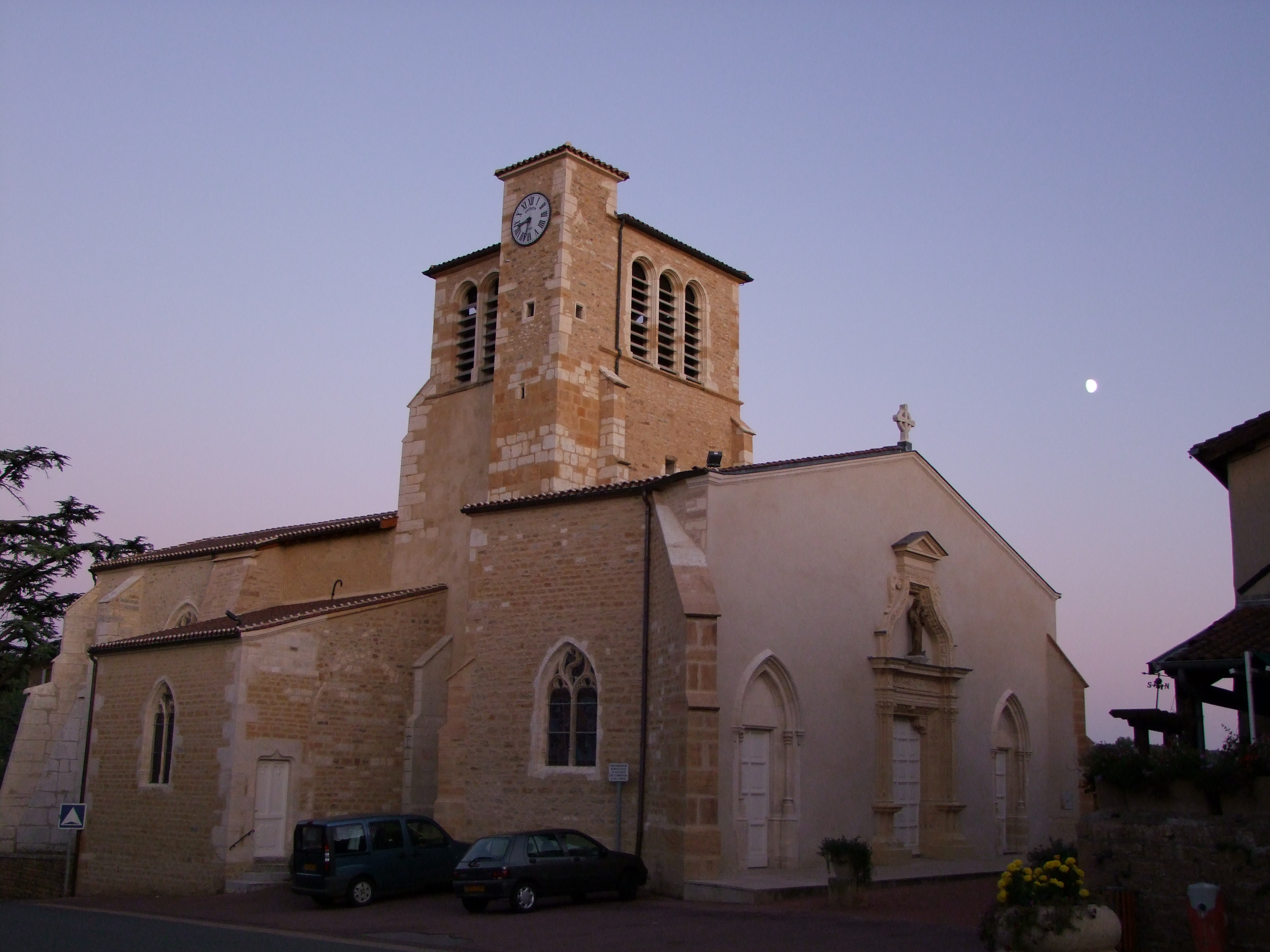
L'église Saint Éloi reconstruite au XVe siècle.

### Personnalités liées à la commune
- Véran Augustin Guinon naquit à Liergues en 1817.
- Aurore de Lafond de Fénion peintre (1788-1859), y est morte.